# Jeux avec de la nourriture
 (juillet 2025).
Si vous disposez d'ouvrages ou d'articles de référence ou si vous connaissez des sites web de qualité traitant du thème abordé ici, merci de compléter l'article en donnant les références utiles à sa vérifiabilité et en les liant à la section « Notes et références ».

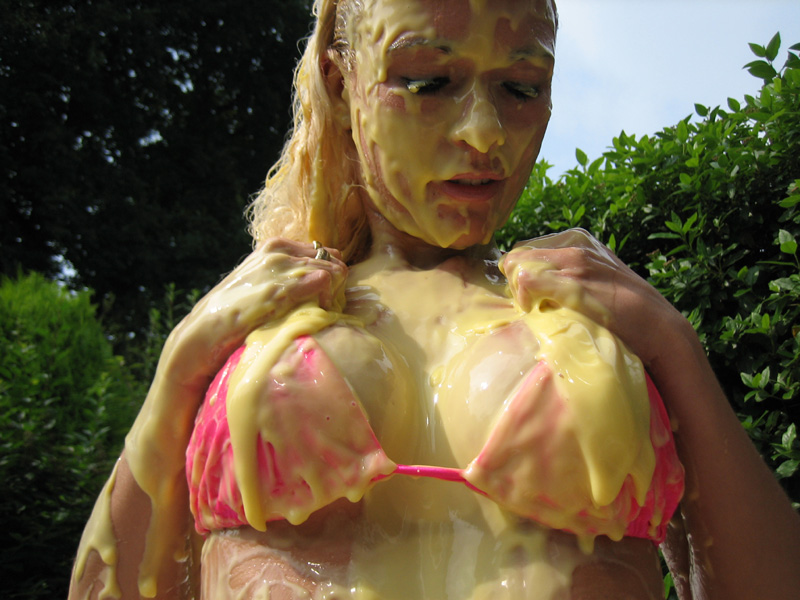
Femme couverte de crème anglaise.

Les jeux avec de l'alimentation sont une forme de fétichisme recouvrant de nombreuses pratiques caractérisées par l'utilisation de nourriture. Il peut avoir une connotation sexuelle ou pas. Il s'agit, le plus souvent, de sitophilie (du grec sitos, « blé » et philia, « amour de ») mais celle-ci n'est qu'une forme de jeux avec de la nourriture. 
La nourriture peut être solide ou pas. Lorsque solide, elle est, le plus fréquemment, utilisée dans un but pénétratif. C'est le cas notamment des bananes, carottes, concombre, courgette, frites. La nourriture solide peut aussi être utilisée dans un but non pénétratif, c'est le cas par exemple des biscuits. Son utilisation consiste alors à frotter cette nourriture sur le corps de son ou de sa partenaire, en particulier sur les parties génitales, souvent pour y déposer des sécrétions (par exemple de la cyprine) avant de l'ingérer.
Une nourriture non-solide peut également être utilisée. Le but est alors d'en étaler sur le corps de son/sa partenaire puis de lécher cette nourriture (sitophilie). La crème chantilly, la crème fouettée, le miel ou les crèmes chocolatées sont couramment utilisés.
La nourriture peut également être utilisée comme objet de décoration d'une pièce ou comme élément d'un jeu culinaire. Elle n'a alors pas  de connotation sexuelle.
Le présent article se rapporte exclusivement à la sitophilie. Certains aliments et herbes aphrodisiaques sont censés être des excitants sexuels. La sitophilie fait double emploi avec d'autres fétichismes salissants comme l'urophilie, la scatologie, et le nyotaimori (cf ci-dessous).  La sitophilie est à différencier de la vorarephilie dans laquelle le fétichisme des personnes impliquées se porte sur l'action de manger.

## Sous-groupes

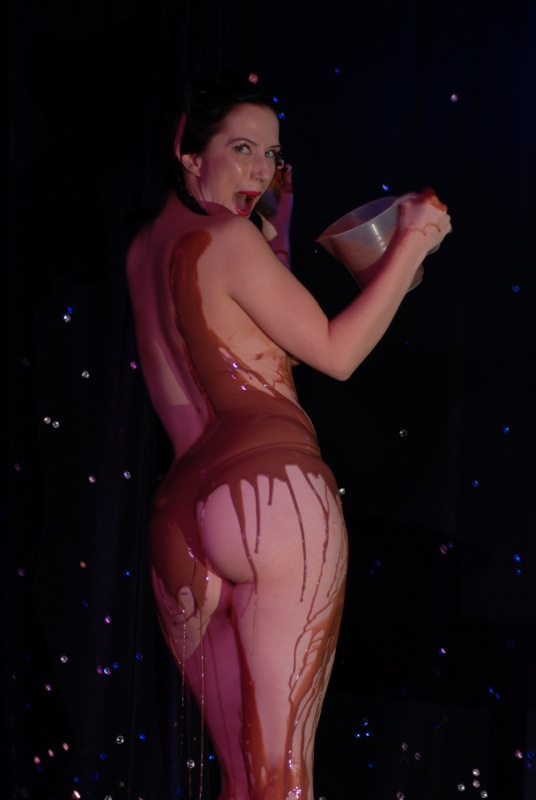
Striptease avec chocolat.

Le fétichisme concernant les jeux avec les aliments recouvre différents sous groupes.
- Sitophilie - Correspond au désir de manger à partir du corps d'une autre personne. Le but du jeu est d'étaler les aliments sur le corps de son/sa partenaire puis de la lécher. La crème chantilly, la crème fouettée, le miel ou les crèmes chocolatées sont couramment utilisés. La sitophilie peut s'apparenter à d'autres fétichismes salissant en fonction de la consistance plus ou moins fluide de la nourriture utilisée.

- Nyotaimori - Ce jeu, originaire du Japon, consiste à déguster des sushi disposés sur le corps d'une femme[3].

- Fétichisme de fruits et légumes - Fétichisme sexuel impliquant la viande.

- Fétichisme de la levure - Fétichisme sexuel impliquant du pain ou de la pâte à pain.

- Wakamezake (わかめ酒?), aussi connu sous le nom de wakame sake ou de  seaweed sake (sake algues) est un fétichisme consistant à boire de l'alcool à partir d'un corps féminin. La femme réunit ses jambes l'une contre l'autre, cuisses bien serrées de façon à délimiter un triangle en forme de coupe entre le Mont de Vénus en haut et la racine des cuisses en bas. La femme verse du sake sur sa poitrine de manière qu'il s'écoule dans ce triangle. Son partenaire boit l'alcool directement de cet endroit. Le surnom de wakame sake vient de l'imagination populaire qui compare les poils pubiens flottant dans le sake à des algues (wakame) flottant dans la mer.

- Nourriture pendante - Il s'agit d'un terme argotique décrivant une situation dans laquelle une personne laisse pendre sa nourriture hors de sa bouche. Seul l'observateur peut se sentir excité sexuellement.

Certains fruits, légumes ou viandes ayant la morphologie d'un pénis (par exemple les saucisses) peuvent être utilisés comme des godemichés pour la pénétration vaginale ou anale. D'autres aliments ont une forme qui se prête à la pénétration du pénis si un orifice approprié y est creusé comme l'American Pie.